# Зеельбах-бай-Гамм
Зеельбах-бай-Гамм (нім. Seelbach bei Hamm) — громада в Німеччині, розташована в землі Рейнланд-Пфальц. Входить до складу району Альтенкірхен. Складова частина об'єднання громад Гамм (Зіг).
Площа — 3,4 км2. Населення становить 123 ос. (станом на 31 грудня 2020).